# Akanweka
Akanweka är ett periodiskt vattendrag i Burundi.   Det ligger i provinsen Cankuzo, i den nordöstra delen av landet, 140 kilometer öster om huvudstaden Bujumbura.
Omgivningarna runt Akanweka är en mosaik av jordbruksmark och naturlig växtlighet. Runt Akanweka är det ganska tätbefolkat, med 96 invånare per kvadratkilometer.